# Boreus semenovi
Boreus semenovi är en näbbsländeart som beskrevs av Pliginsky 1930. Boreus semenovi ingår i släktet Boreus och familjen snösländor. Inga underarter finns listade i Catalogue of Life.